# Denkmalgeschützte Objekte im Bezirk Neunkirchen
Im Bezirk Neunkirchen bestehen 389 denkmalgeschützte Objekte. Die unten angeführte Liste führt zu den Gemeindelisten und gibt die Anzahl der Objekte an.
| Gemeindeliste               | Objektzahl |
| --------------------------- | ---------- |
| Altendorf                   | 1          |
| Aspangberg-St. Peter        | 2          |
| Aspang-Markt                | 19         |
| Breitenau                   | 3          |
| Breitenstein                | 5          |
| Buchbach*                   | 0          |
| Bürg-Vöstenhof              | 1          |
| Edlitz                      | 6          |
| Enzenreith                  | 4          |
| Feistritz am Wechsel        | 6          |
| Gloggnitz                   | 19         |
| Grafenbach-St. Valentin     | 3          |
| Grimmenstein                | 3          |
| Grünbach am Schneeberg      | 3          |
| Höflein an der Hohen Wand   | 3          |
| Kirchberg am Wechsel        | 11         |
| Mönichkirchen               | 2          |
| Natschbach-Loipersbach      | 3          |
| Neunkirchen                 | 42         |
| Otterthal*                  | 0          |
| Payerbach                   | 31         |
| Pitten                      | 10         |
| Prigglitz                   | 4          |
| Puchberg am Schneeberg      | 6          |
| Raach am Hochgebirge        | 4          |
| Reichenau an der Rax        | 48         |
| Scheiblingkirchen-Thernberg | 11         |
| Schottwien                  | 11         |
| Schrattenbach               | 1          |
| Schwarzau am Steinfeld      | 4          |
| Schwarzau im Gebirge        | 7          |
| Seebenstein                 | 6          |
| Semmering                   | 16         |
| St. Corona am Wechsel       | 1          |
| St. Egyden am Steinfeld     | 16         |
| Ternitz                     | 39         |
| Thomasberg                  | 1          |
| Trattenbach                 | 3          |
| Warth                       | 4          |
| Wartmannstetten             | 9          |
| Willendorf                  | 3          |
| Wimpassing im Schwarzatale  | 4          |
| Würflach                    | 9          |
| Zöbern                      | 5          |
| Summe Bezirk Neunkirchen    | 389        |

(*) für diese Gemeinde sind keine denkmalgeschützten Objekte ausgewiesen